# Monet192
Monet192 (* 1997; bürgerlich Karim Russo) ist ein Schweizer Rapper aus St. Gallen. Bekannt wurde er 2020 mit dem Song Hotel zusammen mit Dardan, der in allen deutschsprachigen Ländern in die Top 10 der Charts kam.

## Biografie
Karim Russo ist Schweizer und italienischer Staatsbürger, seine Wurzeln hat er aber in Tunesien und Mazedonien. Er ist ausgebildete psychiatrische Pflegekraft und sozial engagiert, insbesondere setzt er sich für benachteiligte Kinder ein. In Anlehnung daran stehen 19 und 2 in seinem Rappernamen für die Buchstaben S und B, die Anfangsbuchstaben von Sick Baby. Monet ist von dem Maler Claude Monet abgeleitet.
Er veröffentlichte 2017 mit 19 Jahren seinen ersten Song Tout le jour im Internet und erreichte auf Anhieb hohe Aufrufzahlen, ebenso wie im Jahr darauf mit Song Nummer zwei Jage die Mi000000. Schnell erreichte er 7-stellige Abrufe und 5-stellige Followerzahlen. Im April schaffte er es mit seiner ersten EP 192 mit diesen beiden und vier weiteren Titeln in die Schweizer Hitparade. 2019 war er zusammen mit Badmómzjay und dem Song Papi sowohl bei YouTube als auch beim Streaming-Anbieter Spotify besonders erfolgreich. Im Sommer wurde er für das Openair Frauenfeld, das größte Hip-Hop-Festival in Europa, gebucht. Im November gehörte er zu den fünf Nominierten bei den MTV Europe Music Awards als bester Schweizer Act.
Anfang 2020 gewann er bei den Swiss Music Awards die Auszeichnung als bestes Talent. Den großen Durchbruch über die Schweiz hinaus brachte aber einige Monate später die Beteiligung am Album Soko Disko des deutschen Rappers Dardan. Der gemeinsame Song Hotel stieg in den deutschen Charts auf Platz zwei ein und kam auch in der Schweiz und Österreich in die Top 10.

## Diskografie

### Alben
| Jahr | Titel              | Höchstplatzierung, Gesamtwochen, AuszeichnungChartplatzierungen (Jahr, Titel, Platzierungen, Wochen, Auszeichnungen, Anmerkungen) | Höchstplatzierung, Gesamtwochen, AuszeichnungChartplatzierungen (Jahr, Titel, Platzierungen, Wochen, Auszeichnungen, Anmerkungen) | Höchstplatzierung, Gesamtwochen, AuszeichnungChartplatzierungen (Jahr, Titel, Platzierungen, Wochen, Auszeichnungen, Anmerkungen) | Anmerkungen                             |
| Jahr | Titel              | DE | AT | CH | Anmerkungen                             |
| ---- | ------------------ | --- | --- | --- | --------------------------------------- |
| 2018 | 192                | — | — | CH59 (1 Wo.)CH | Erstveröffentlichung: 2018              |
| 2020 | Medical Heartbreak | — | — | CH38 (1 Wo.)CH | Erstveröffentlichung: 2020              |
| 2021 | Four Seasons       | DE14 (2 Wo.)DE | AT74 (1 Wo.)AT | CH4 (2 Wo.)CH | Erstveröffentlichung: 19. Februar 2021  |
| 2022 | Champions Club     | DE34 (1 Wo.)DE | — | CH62 (1 Wo.)CH | Erstveröffentlichung: 1. Juli 2022      |
| 2023 | Electus            | DE43 (1 Wo.)DE | — | CH56 (1 Wo.)CH | Erstveröffentlichung: 17. März 2023     |
| 2023 | Cuffing Season     | — | — | CH64 (1 Wo.)CH | Erstveröffentlichung: 24. November 2023 |

### EPs
| Jahr | Titel            | Höchstplatzierung, Gesamtwochen, AuszeichnungChartplatzierungen (Jahr, Titel, Platzierungen, Wochen, Auszeichnungen, Anmerkungen) | Höchstplatzierung, Gesamtwochen, AuszeichnungChartplatzierungen (Jahr, Titel, Platzierungen, Wochen, Auszeichnungen, Anmerkungen) | Höchstplatzierung, Gesamtwochen, AuszeichnungChartplatzierungen (Jahr, Titel, Platzierungen, Wochen, Auszeichnungen, Anmerkungen) | Anmerkungen                             |
| Jahr | Titel            | DE | AT | CH | Anmerkungen                             |
| ---- | ---------------- | --- | --- | --- | --------------------------------------- |
| 2021 | Kinder der Sonne | — | — | CH72 (1 Wo.)CH | Erstveröffentlichung: 26. November 2021 |

Weitere EPs
- T’es pas toi-même (2019)
- Rush Hour (mit Dardan, 2020)

### Singles
| Jahr | Titel Album                        | Höchstplatzierung, Gesamtwochen, AuszeichnungChartplatzierungen (Jahr, Titel, Album, Platzierungen, Wochen, Auszeichnungen, Anmerkungen) | Höchstplatzierung, Gesamtwochen, AuszeichnungChartplatzierungen (Jahr, Titel, Album, Platzierungen, Wochen, Auszeichnungen, Anmerkungen) | Höchstplatzierung, Gesamtwochen, AuszeichnungChartplatzierungen (Jahr, Titel, Album, Platzierungen, Wochen, Auszeichnungen, Anmerkungen) | Anmerkungen                                                                        |
| Jahr | Titel Album                        | DE | AT | CH | Anmerkungen                                                                        |
| --- | ---------------------------------- | --- | --- | --- | ---------------------------------------------------------------------------------- |
| 2020 | Hotel Soko Disko                   | DE2 Gold · (15 Wo.)DE | AT6 Gold · (6 Wo.)AT | CH4 ×3Dreifachplatin · (11 Wo.)CH | Erstveröffentlichung: 20. März 2020 Verkäufe: + 275.000; Dardan featuring Monet192 |
| 2020 | Dämon Medical Heartbreak           | DE85 (2 Wo.)DE | — | CH50 (2 Wo.)CH | Erstveröffentlichung: 2020 featuring Hatik                                         |
| 2020 | Live Medical Heartbreak            | DE62 (1 Wo.)DE | — | — | Erstveröffentlichung: 2020                                                         |
| 2020 | Wieder mal London Dry              | DE34 (1 Wo.)DE | — | CH54 (1 Wo.)CH | Erstveröffentlichung: 2020 Fourty featuring Monet192                               |
| 2020 | Kanak Medical Heartbreak           | DE70 (1 Wo.)DE | — | CH84 (1 Wo.)CH | Erstveröffentlichung: 2020 featuring Eren Can & Batu                               |
| 2020 | SoSo Medical Heartbreak            | DE28 (3 Wo.)DE | AT52 (1 Wo.)AT | CH34 (2 Wo.)CH | Erstveröffentlichung: 19. Juni 2020 featuring Dardan                               |
| 2020 | Gar kein Bock Rush Hour            | DE40 (1 Wo.)DE | AT58 (1 Wo.)AT | CH46 Gold · (1 Wo.)CH | Erstveröffentlichung: 20. August 2020 Verkäufe: + 10.000; mit Dardan               |
| 2020 | Gigi Rush Hour                     | DE27 (1 Wo.)DE | AT54 (1 Wo.)AT | CH50 (1 Wo.)CH | Erstveröffentlichung: 4. September 2020 mit Dardan                                 |
| 2020 | 21 Gramm Four Seasons              | DE57 (1 Wo.)DE | — | CH75 (1 Wo.)CH | Erstveröffentlichung: 2020                                                         |
| 2020 | Sorry Not Sorry Four Seasons       | DE21 (2 Wo.)DE | AT61 (1 Wo.)AT | CH51 (1 Wo.)CH | Erstveröffentlichung: 2020 featuring Takt32 & Badmómzjay                           |
| 2020 | Wolken Four Seasons                | DE— aDE | — | — | Erstveröffentlichung: 2020                                                         |
| 2021 | Spotlight Four Seasons             | DE27 (2 Wo.)DE | AT75 (1 Wo.)AT | CH39 (1 Wo.)CH | Erstveröffentlichung: 2021 featuring Lune                                          |
| 2021 | Salty Four Seasons                 | DE71 (1 Wo.)DE | — | CH86 (1 Wo.)CH | Erstveröffentlichung: 2021                                                         |
| 2021 | Wohin Four Seasons                 | DE76 (1 Wo.)DE | — | CH83 (1 Wo.)CH | Erstveröffentlichung: 18. Februar 2021                                             |
| 2021 | Sterne Kinder der Sonne            | DE70 (1 Wo.)DE | — | CH70 (1 Wo.)CH | Erstveröffentlichung: 10. September 2021                                           |
| 2021 | Feuer Kinder der Sonne             | DE70 (1 Wo.)DE | — | — | Erstveröffentlichung: 1. Oktober 2021                                              |
| 2021 | Vorbei Kinder der Sonne            | DE53 (1 Wo.)DE | — | CH79 (1 Wo.)CH | Erstveröffentlichung: 29. Oktober 2021                                             |
| 2021 | Narben Kinder der Sonne            | DE78 (1 Wo.)DE | — | CH91 (1 Wo.)CH | Erstveröffentlichung: 19. November 2021                                            |
| 2022 | Billigwein Champions Club          | DE— bDE | — | — | Erstveröffentlichung: 7. Januar 2022                                               |
| 2022 | Kippe im Wind Champions Club       | DE66 (1 Wo.)DE | — | CH91 (1 Wo.)CH | Erstveröffentlichung: 28. Januar 2022                                              |
| 2022 | Mitten in der Nacht Champions Club | DE77 (1 Wo.)DE | — | — | Erstveröffentlichung: 18. Februar 2022                                             |
| 2022 | Fehler Emotions                    | DE75 (1 Wo.)DE | — | — | Erstveröffentlichung: 4. März 2022 Mike Singer featuring Monet192                  |
| 2022 | Nie begegnet Red Flags             | DE78 (2 Wo.)DE | — | — | Erstveröffentlichung: 18. März 2022 Esther Graf featuring Monet192                 |
| 2022 | Champions Club                     | DE38 (2 Wo.)DE | — | CH72 (1 Wo.)CH | Erstveröffentlichung: 7. April 2022                                                |
| 2022 | Love Champions Club                | DE57 (1 Wo.)DE | — | CH90 (1 Wo.)CH | Erstveröffentlichung: 29. April 2022 featuring Juh-Dee                             |
| 2022 | Da Champions Club                  | DE92 (1 Wo.)DE | — | — | Erstveröffentlichung: 20. Mai 2022 featuring Fourty & Nael                         |
| 2022 | Missing You Electus                | DE24 (2 Wo.)DE | — | CH39 (1 Wo.)CH | Erstveröffentlichung: 7. Oktober 2022 featuring Nael                               |
| 2022 | Jeden Tag Electus                  | DE47 (1 Wo.)DE | — | CH85 (1 Wo.)CH | Erstveröffentlichung: 11. November 2022 featuring Civo                             |
| 2022 | Time Out Electus                   | DE— cDE | — | — | Erstveröffentlichung: 16. Dezember 2022                                            |
| 2023 | Shocks Electus                     | DE84 (1 Wo.)DE | — | — | Erstveröffentlichung: 20. Januar 2023                                              |
| 2023 | 20 Tage Regen –                    | DE— dDE | — | — | Erstveröffentlichung: 19. Mai 2023                                                 |
| 2023 | Flammen –                          | DE— eDE | — | — | Erstveröffentlichung: 22. September 2023                                           |
| 2023 | Hollywood Hills –                  | DE72 (1 Wo.)DE | — | — | Erstveröffentlichung: 6. Oktober 2023 Menju featuring Dardan & Monet192            |
| 2023 | Immer busy –                       | DE97 (1 Wo.)DE | — | — | Erstveröffentlichung: 20. Oktober 2023 mit Dante YN & Maxe                         |
| 2023 | Fuck I Love It –                   | DE— fDE | — | — | Erstveröffentlichung: 3. November 2023                                             |
| 2024 | Ella –                             | DE93 (1 Wo.)DE | — | CH75 (1 Wo.)CH | Erstveröffentlichung: 26. Januar 2024                                              |
| 2024 | Step by Step –                     | DE— gDE | — | — | Erstveröffentlichung: 5. April 2024                                                |
| 2024 | Body –                             | DE72 (1 Wo.)DE | — | CH84 (1 Wo.)CH | Erstveröffentlichung: 21. Juni 2024                                                |
| 2024 | Rosa –                             | DE— hDE | — | — | Erstveröffentlichung: 9. August 2024                                               |
| 2024 | Wo willst du hin –                 | DE— iDE | — | — | Erstveröffentlichung: 20. September 2024                                           |
| 2025 | Ô dis où t’es –                    | DE99 (1 Wo.)DE | — | CH93 (1 Wo.)CH | Erstveröffentlichung: 11. April 2025                                               |
| Folgende Lieder erschienen nicht als Single, wurden aber durch das Album zum Download und Streaming bereitgestellt und konnten somit eine Platzierung erlangen: |                                    | | | |                                                                                    |
| |                                    | | | |                                                                                    |
| 2022 | Lauf über Wasser Champions Club    | DE95 (1 Wo.)DE | — | — | Charteinstieg: 8. Juli 2022 featuring Badchieff                                    |
| 2024 | Apartment DardyNextDoor            | DE— jDE | — | — | Charteinstieg: 12. Juli 2024 Dardan featuring Monet192                             |

Weitere Singles
- Tout le jour (2017)
- Jage die Mi000000 (2018)
- Papi (featuring badmómzjay, 2019, DE: Gold)
- Niemalsland (2019)
- The New (2019)
- Backseat (2020)

## Auszeichnungen für Musikverkäufe
Anmerkung: Auszeichnungen in Ländern aus den Charttabellen bzw. Chartboxen sind in ebendiesen zu finden.
| Land/RegionAuszeichnungen für Musikverkäufe (Land/Region, Auszeichnungen, Verkäufe, Quellen) | Gold     | Platin     | Verkäufe | Quellen           |
| -------------------------------------------------------------------------------------------- | -------- | ---------- | -------- | ----------------- |
| Deutschland (BVMI)                                                                           | 2× Gold2 | —          | 400.000  | musikindustrie.de |
| Österreich (IFPI)                                                                            | Gold1    | —          | 15.000   | ifpi.at           |
| Schweiz (IFPI)                                                                               | Gold1    | 3× Platin3 | 70.000   | CH CH2            |
| Insgesamt                                                                                    | 4× Gold4 | 3× Platin3 |          |                   |

## Auszeichnungen und Nominierungen
Auszeichnungen
- 2017: LYRICS Awards – Kategorie: „Best Breaking Act“[14]
- 2020: Swiss Music Awards – Kategorie: „Best Talent“[15]

Nominierungen
- 2019: MTV Europe Music Awards – Kategorie: „Best Swiss Act“[16]
- 2019: LYRICS Awards – Kategorie: „Best Song“ (für Jage die Mi000000)[17]
- 2020: LYRICS Awards – Kategorie: „Best Song“ (für Papi mit badmómzjay)[18]
- 2021: MTV Europe Music Awards – Kategorie: „Best Swiss Act“[19]